# Лукьянов, Дмитрий Дмитриевич
Дмитрий Дмитриевич Лукьянов (1907 — 21.04.1938) — советский комсомольский деятель, кавалер ордена Ленина (29.10.1933).
Родился в 1907 году в Москве.
Образование начальное. В 1926 году окончил школу фабрично-заводского ученичества при электромашиностроительном заводе «Динамо» (Москва).
Член РКП(б) с 1925 года.
Карьера:
- 1927—1928 секретарь комсомольской ячейки электромашиностроительного завода «Динамо»;
- 1928—1929 заведующий организационным отделом Пролетарского райкома ВЛКСМ (Москва);
- 1929—1930 секретарь Рогожско-Симоновского райкома ВЛКСМ (Москва);
- 1930—1931 заведующий массово-экономическим отделом Московского горкома ВЛКСМ;
- 1931 второй секретарь Московского комитета ВЛКСМ
- 26.01.1931 — 1936 секретарь ЦК ВЛКСМ;
- 1936 — 28.08.1937 второй секретарь ЦК ВЛКСМ.

Одновременно в 1933—1936 гг. 1-й секретарь Московского комитета ВЛКСМ.
Член ЦК ВЛКСМ (1928—1937), член Бюро ЦК ВЛКСМ (1931—1937).
Награждён орденом Ленина (29.10.1933) -«один из лучших представителей рабочей молодежи Москвы, признанный руководитель московского комсомола».
Арестован 25.07.1937. Обвинён в участии в контрреволюционной террористической организации. Постановлением IV пленума ЦК ВЛКСМ от 28.8.1937 снят со всех постов. Приговорен ВКВС СССР 21.04.1938, в тот же день расстрелян. Место захоронения — Московская обл., Коммунарка. Реабилитирован в апреле 1956 г.